# Християнство в США

Поширенність релігійних конфесій за штатами станом на 2014 рік. У 48 з 50 штатів до християнської деномінації належить більшість населення штату.
Протестантизм
70–79%
60–69%
50–59%
40–49%
30–39%
Католицизм
40–49%
30—39%
Мормонізм
50—59%
Нерелігійність
30—39%

Християнство, а особливо протестантизм, є найпоширенішою релігією в Сполучених Штатах: 65% опитаних дорослих американців ідентифікують себе християнами, а 40% дотримуються суто креаціоністської точки зору станом на 2019 рік. Відсоток американців, які ідентифікують себе християнами, зменшується з кінця 70-х років. У ході опитування 2015 року 75% дорослих у США визнали себе християнами, 70,6% — 2014 року, 78% — 2012 року, 81,6% — 2001 року та 85% — 1990 року. Близько 62% опитаних заявляють, що є членами церкви. Сполучені Штати мають найбільше християнське населення у світі і, якщо точніше, найбільше протестантське населення в світі: майже 205 млн християн і, станом на 2019 рік, понад 141 млн членів протестантських церков, хоча інші країни мають вищий відсоток християн серед свого населення. Сучасний офіційний девіз США, закріплений законом 1956 року та підписаний президентом Дуайтом Ейзенхауером, — «У Бога ми віруємо». Ця фраза вперше з’явилася на монетах США 1864 року.
Усі протестантські деномінації становили 48,5% населення, що робить протестантизм найпоширенішою формою християнства в країні та загалом релігією більшості у США, тоді як католицька церква сама по собі, з 22,7% вірян, є найбільшою індивідуальною конфесією. Другою за величиною церквою в країні та найбільшою протестантською конфесією є Південна баптистська конвенція. Серед східнохристиянських конфесій є кілька східних православних та орієнтальних православних церков, які мають трохи менше 1 млн прихильників у США, або 0,4% від загальної кількості населення.
Християнство прийшло в Америку разом із першими європейськими колоністами у 16—17 століттях. Імміграція ще більше збільшила кількість християн. З часів свого заснування Сполучені Штати в різних джерелах називали протестантською державою. Якщо «нерелігійність» рахувати як окрему релігійну категорію, тоді протестанти технічно не є більшістю в Сполучених Штатах. Однак це насамперед результат того, що збільшується число американців, які не сповідують жодної релігії, а не результат зростання непротестантських церков. На сьогоднішній день протестантизм залишається найбільшою та домінуючою формою релігії в США серед американських християн та тих американців, які заявляють про свою релігійну приналежність.